# UFC 187
UFC 187: Johnson vs. Cormier — событие организации смешанных боевых искусств Ultimate Fighting Championship, которое прошло 23 мая 2015 года в спортивном комплексе MGM Grand Garden Arena в американском городе Лас-Вегас, штат Невада.

## Положение до турнира
Ранее предполагалось, что главным боем вечера станет поединок за титул чемпиона UFC в полутяжёлом весе между действующим чемпионом Джоном Джонсом и главным претендентом Энтони Джонсоном. Однако 28 апреля организация лишила Джонса чемпионского титула и отстранила от выступлений на неопределённый срок из-за инцидента с бегством с места ДТП (смотрите ниже). После отстранения Джонса соперником Энтони Джонсона в поединке за вакантный титул назначили предыдущего претендента — Дэниела Кормье, у которого в ближайшее время уже был запланирован бой против Райана Бейдера на UFC Fight Night 68.
Вторым по значимости событием вечера стал бой за титул чемпиона UFC в среднем весе между действующим чемпионом Крисом Вайдманом и бывшим чемпионом в полутяжёлом весе Витором Белфортом. Встреча этих бойцов не раз переносилась по различным причинам. Сначала Белфорт снялся с UFC 173 после того, как атлетическая комиссия штата Невады дала запрет на использование тестостероно-заместительной терапии. Затем причинами переноса с UFC 181 и UFC 184 стали травмы Вайдмана — перелом руки и перелом рёбер соответственно.
В рамках события должен был состояться бой за статус претендента на титул чемпиона UFC в лёгком весе между Хабибом Нурмагомедовым и Дональдом Серроне. Однако 30 апреля стало известно, что Нурмагомедов травмировал колено на тренировке, поэтому его заменил Джон Макдесси. Ещё одна перестановка прошла в полусреднем весе, где предполагался поединок между Шоном Спенсером и Майком Пайлом, но Спенсер вынужден был сняться и был заменён Колби Ковингтоном.
Во время процедуры взвешивания Нина Ансарофф не уложилась в положенную минимальную весовую категорию (52,2 кг). Ей дали дополнительное время, но она не совершила попыток сбросить вес. Вместо того, она была оштрафована на 20 % своего гонорара, которые отошли её сопернице Роуз Намаюнас. Более того, их поединок не состоялся, так как Ансарофф заразилась гриппом и врачи запретили ей выступить за два часа до мероприятия.

### Инцидент с Джоном Джонсом
Утром 26 апреля в городе Альбукерке штата Нью-Мексико Джонс проехал на красный свет и столкнулся с автомобилем, которым управляла беременная женщина. Джонс скрылся с места ДТП, а женщина была доставлена в больницу с незначительным переломом руки. Но позже он вернулся к машине и забрал оттуда крупную сумму денег. Во время обыска автомобиля полицейские нашли документы Джонса и трубку для курения марихуаны, в которой содержалось наркотическое вещество. Полиция города объявила бойца в розыск и на следующий день он самостоятельно сдался властям, но был отпущен под залог в $2 500. После этого инцидента Джонс был лишён чемпионского титула и дисквалифицирован на неопределённый срок. Однако это дело закончилось довольно мягко для Джонса — 18 месяцев условного срока и штраф. Это был не единственный случай, когда Джонс нарушал закон и ПДД. В 2011 году он был арестован за вождение автомобиля без водительских прав. В 2012 году он на новеньком Bentley протаранил дерево, а суд доказал, что во время задержания он находился в состоянии наркотического опьянения.

## Результаты
| Категория                            |                  |      |                | Способ                                     | Раунд | Время |
| Основные бои                         |                  |      |                |                                            |       |       |
| Полутяжёлый вес                      | Дэниел Кормье    | поб. | Энтони Джонсон | Удушающий приём (сзади)                    | 3     | 2:39  |
| Средний вес                          | Крис Вайдман (ч) | поб. | Витор Белфорт  | Технический нокаут (удары)                 | 1     | 2:53  |
| Лёгкий вес                           | Дональд Серроне  | поб. | Джон Макдесси  | Технический нокаут (удар ногой в голову)   | 2     | 4:44  |
| Тяжёлый вес                          | Андрей Орловский | поб. | Трэвис Браун   | Технический нокаут (удары)                 | 1     | 4:41  |
| Наилегчайший вес                     | Джозеф Бенавидес | поб. | Джон Морага    | Единогласное решение (30-27, 30-27, 30-27) | 3     | 5:00  |
| Предварительные бои (Fox Sports 1)   |                  |      |                |                                            |       |       |
| Наилегчайший вес                     | Джон Додсон      | поб. | Зак Маковски   | Единогласное решение (29-28, 29-28, 29-28) | 3     | 5:00  |
| Полусредний вес                      | Ким Дон Хён      | поб. | Джош Бёркман   | Удушающий приём (треугольник руками)       | 3     | 2:13  |
| Средний вес                          | Рафаэл Натал     | поб. | Юрая Холл      | Раздельное решение (29-28, 28-29, 29-28)   | 3     | 5:00  |
| Полусредний вес                      | Колби Ковингтон  | поб. | Майк Пайл      | Единогласное решение (30-27, 29-28, 30-27) | 3     | 5:00  |
| Предварительные бои (UFC Fight Pass) |                  |      |                |                                            |       |       |
| Лёгкий вес                           | Ислам Махачев    | поб. | Лео Кунц       | Удушающий приём (сзади)                    | 2     | 2:38  |
| Наилегчайший вес                     | Джастин Скоггинс | поб. | Джош Сампо     | Единогласное решение (30-27, 30-27, 30-27) | 3     | 5:00  |

## Награды
Следующие бойцы получили бонусные выплаты в размере $50 000:
- Лучший бой вечера: Андрей Орловский против Трэвиса Брауна

- Выступление вечера: Дэниел Кормье и Крис Вайдман

## Выплаты
Ниже приводятся суммы официальных выплат, опубликованные Атлетической Комиссией штата Невада. Они не включают спонсорских денег, прибыли за продажу платных трансляций и призовых за награды.
- Дэниел Кормье: $180 000 (включая бонус за победу $90 000) поб. Энтони Джонсона ($500 000)
- Крис Вайдман: $500 000 (включая бонус за победу $250 000) поб. Витора Белфорта ($300 000)
- Дональд Серроне: $152 000 (включая бонус за победу $76 000) поб. Джона Макдесси ($30 000)
- Андрей Орловский: $84 000 (включая бонус за победу $42 000) поб. Трэвиса Брауна ($60 000)
- Джозеф Бенавидес: $106 000 (включая бонус за победу $53 000) поб. Джона Морагу ($28 000)
- Джон Додсон: $40 000 (включая бонус за победу $20 000) поб. Зака Маковски ($19 000)
- Дон Хён Ким: $116 000 (включая бонус за победу $58 000) поб. Джоша Бёркмана ($45 000)
- Рафаэл Натал: $70 000 (включая бонус за победу $35 000) поб. Юрайю Холла ($14 000)
- Колби Ковингтон: $24 000 (включая бонус за победу $12 000) поб. Майка Пайла ($51 000)
- Ислам Махачев: $20 000 (включая бонус за победу $10 000) поб. Лео Кунца ($10 000)
- Джастин Скоггинс: $30 000 (включая бонус за победу $15 000) поб. Джоша Сампо ($13 000)